# Casa de la cultura d'Alcalà de Xivert
La Casa de la Cultura (maison de la culture) d'Alcalà de Xivert (Baix Maestrat), située dans la rue de la Verge dels Desemparats est un immeuble de style Renaissance, même si, à cause du style de son appareil, on pourrait également la dater de la fin du XVe siècle.

## Histoire
Elle a été le siège d'une cour de justice dont la mémoire s'est perpétuée dans l'ancien nom de la rue, « carrer de la Cort », et ce jusqu'au XXe siècle, mais elle a été aussi une salle capitulaire, une salle du bâtiment ayant servi de prison, dont la fenêtre s'ouvrant sur la façade conserve aujourd'hui encore une grille.
Actuellement, le bâtiment sert pour les réunions plénières de la municipalité, et est le siège de l'« Associació Musical Santa Cecília ».

## Architecture
C'est un bâtiment de deux étages (rez-de-chaussée et premier), qui a été surélevé dans la seconde moitié du XXe siècle par un autre étage.
L'édifice est remarquable par les pierres de taille de la façade où s'ouvre une porte à plein cintre, et deux balcons. Le bâtiment peut évoquer un palais gothique. À l'intérieur subsistent trois arcs diaphragmes ogivaux et un escalier en pierre de style très sobre.

## Sources
- (ca) Cet article est partiellement ou en totalité issu de l’article de Wikipédia en catalan intitulé « Casa de la Cultura d'Alcalà de Xivert » (voir la liste des auteurs).